# Ligne de Murony à Békés
La ligne de Murony à Békés ou ligne 129 est une ligne de chemin de fer de Hongrie. Elle relie Murony à Békés.